# Luis Barranzuela
Luis Barranzuela Vite, né le 18 novembre 1962 à Lima, est un avocat, policier et homme politique péruvien. Il est ministre de l'Intérieur du 6 octobre au 2 novembre 2021.

## Biographie
Il est diplômé en droit et titulaire d'un master en droit des affaires à l'université San Martín de Porres.
Il effectue l'ensemble de sa carrière professionnelle dans la police nationale et d'enquête du Pérou de 1984 à 2011, année ou il prend sa retraite. Il exerce ensuite comme avocat, notamment de Pérou libre, de Vladimir Cerrón et Guido Bellido.
Le 6 octobre 2021, il est nommé ministre de l'Intérieur dans le second gouvernement de Pedro Castillo.
Malgré les interdictions dans le cadre de la lutte contre la Covid-19 imposées par le ministère qu'il dirige, Barranzuela organise à son domicile une fête pour la Journée de la chanson créole le 31 octobre. Dans un premier temps, le ministre affirme qu'il ne s'agissait que d'une réunion de travail et que « le Pérou ne peut pas s'arrêter ». Cependant, les témoignages de voisins du ministre révèlent qu'une fête a bien eu lieu. Des membres du Congrès de différents partis demandent alors la démission de Barranzuela et menacent de ne pas accorder de vote de confiance au cabinet de Mirtha Vásquez si le ministre demeure en fonction. Il finit par remettre sa démission le 2 novembre.